# Ляховая, Ольга Александровна
Ольга Александровна Ляховая (укр. Ольга Олександрівна Ляхова; род. 18 марта 1992, Рубежное, Луганская область) — украинская легкоатлетка, специализирующаяся в беге на 800 метров. Бронзовый призёр чемпионата Европы в помещении 2017 года в эстафете 4×400 метров. 
Мастер спорта международного класса.

## Биография
Родилась в спортивной семье: мама — экс-чемпионка Украины в беге на 800 метров, а отец — тренер по боксу. В 11 лет начала заниматься лёгкой атлетикой в ДЮСШ «Авангард» в Кременчуге. 
Первых успехов добилась в прыжках в высоту. А потом уже в прыжках в длину. 
Со временем попробовала свои силы в спринте, а затем переключилась на бег на 800 метров, в котором впоследствии стала признанным специалистом.
На дебютном международном старте, юношеском чемпионате мира, заняла 7-е место на дистанции 800 метров.
Прорыв в результатах Ольги начался с переходом к тренеру Константину Степанцову. В 2013 году она вышла в финал чемпионата Европы в помещении, где финишировала пятой. 
Завоевала серебряную медаль молодёжного первенства Европы, а затем приняла участие в чемпионате мира. 
В личном беге на 800 метров не смогла пройти дальше предварительных забегов, а в эстафете 4×400 метров помогла сборной Украины занять пятое место.
В 2014 году бежала в предварительном забеге эстафеты 4×400 метров на чемпионате Европы. Украинки квалифицировались в финал с первым временем, а в финале, уже без Ляховой (она осталась запасной), выиграли серебряные медали.
На чемпионате мира 2015 года участвовала в полуфинале на дистанции 800 метров, уступив всего 0,08 секунды в борьбе за место в решающем забеге.
Неудачно выступила на дебютных Олимпийских играх 2016 года, оставшись далеко от попадания в полуфинал с 49-м временем по итогам предварительных забегов.
В 2017 году стала бронзовым призёром чемпионата Европы в помещении в эстафете 4×400 метров, приведя украинскую команду на подиум своим выступлением на заключительном этапе.
На летней Универсиаде 2017 года стала серебряным призёром в беге на 800 метров.
Бронзовый призёр чемпионата Европы 2018 , бег 800м . 
Двухкратная чемпионка Европейский Игр 2019 
Бронзовый призёр Чемпионата Европы в помещении 2017( эстафета4х400) и 2019 бег 800м
Замужем. В 2021 году родила дочь.

## Основные результаты
| Год  | Турнир                          | Место проведения          | Дисциплина       | Место       | Результат |
| ---- | ------------------------------- | ------------------------- | ---------------- | ----------- | --------- |
| 2009 | Чемпионат мира среди юношей     | Брессаноне, Италия        | 800 м            | 7-е         | 2.05,67   |
| 2010 | Чемпионат мира среди юниоров    | Монктон, Канада           | 800 м            | 28-е (заб.) | 2.09,24   |
| 2011 | Чемпионат Европы среди юниоров  | Таллин, Эстония           | 800 м            | 5-е         | 2.07,16   |
| 2013 | Чемпионат Европы в помещении    | Гётеборг, Швеция          | 800 м            | 5-е         | 2.02,12   |
| 2013 | Командный чемпионат Европы      | Гейтсхед, Великобритания  | 800 м            | 2-е         | 2.02,30   |
| 2013 | Чемпионат Европы среди молодёжи | Тампере, Финляндия        | 800 м            | 2-е         | 2.01,90   |
| 2013 | Чемпионат Европы среди молодёжи | Тампере, Финляндия        | эстафета 4×400 м | 4-е         | 3.31,14   |
| 2013 | Чемпионат мира                  | Москва, Россия            | 800 м            | 19-е (заб.) | 2.00,98   |
| 2013 | Чемпионат мира                  | Москва, Россия            | эстафета 4×400 м | 5-е         | 3.27,38   |
| 2014 | Чемпионат мира в помещении      | Сопот, Польша             | 800 м            | 8-е (заб.)  | 2.02,71   |
| 2014 | Командный чемпионат Европы      | Брауншвейг, Германия      | 800 м            | 3-е         | 2.03,39   |
| 2014 | Чемпионат Европы                | Цюрих, Швейцария          | эстафета 4×400 м | 1-е (заб.)  | 3.28,18   |
| 2015 | Чемпионат мира                  | Пекин, Китай              | 800 м            | 11-е (1/2)  | 1.58,94   |
| 2015 | Чемпионат мира                  | Пекин, Китай              | эстафета 4×400 м | 6-е         | 3.25,94   |
| 2016 | Олимпийские игры                | Рио-де-Жанейро, Бразилия  | 800 м            | 49-е (заб.) | 2.03,02   |
| 2017 | Чемпионат Европы в помещении    | Белград, Сербия           | 800 м            | 17-е (заб.) | 2.06,33   |
| 2017 | Чемпионат Европы в помещении    | Белград, Сербия           | эстафета 4×400 м | 3-е         | 3.32,10   |
| 2017 | Командный чемпионат Европы      | Лилль, Франция            | 800 м            | 1-е         | 2.03,09   |
| 2017 | Командный чемпионат Европы      | Лилль, Франция            | эстафета 4×400 м | —           | DQ        |
| 2017 | Чемпионат мира                  | Лондон, Великобритания    | 800 м            | 26-е (заб.) | 2.02,07   |
| 2017 | Универсиада                     | Тайбэй, Китайский Тайбэй  | 800 м            | 2-е         | 2.03,11   |
| 2018 | Чемпионат мира в помещении      | Бирмингем, Великобритания | 800 м            | 11-е (заб.) | 2.03,81   |